# Mycomya karelica
Mycomya karelica är en tvåvingeart som beskrevs av Vaisanen 1979. Mycomya karelica ingår i släktet Mycomya och familjen svampmyggor. Enligt den finländska rödlistan är arten nära hotad i Finland. Arten har ej påträffats i Sverige. Artens livsmiljö är naturmoskogar. Inga underarter finns listade i Catalogue of Life.